# Phragmotaenium indicum
Phragmotaenium indicum är en svampart som först beskrevs av Vánky, M.S. Patil & N.D. Sharma, och fick sitt nu gällande namn av R. Bauer, Begerow, A. Nagler & Oberw. 2001. Phragmotaenium indicum ingår i släktet Phragmotaenium och familjen Tilletiariaceae.   Inga underarter finns listade i Catalogue of Life.